# Gumery
Gumery je francouzská obec v departementu Aube v regionu Grand Est. V roce 2012 zde žilo 244 obyvatel.

## Sousední obce
Courceroy, Fontaine-Fourches (Seine-et-Marne), Fontenay-de-Bossery, La Motte-Tilly, Traînel, Villiers-sur-Seine (Seine-et-Marne)

## Vývoj počtu obyvatel
Počet obyvatel 